# 松坂桃李
松坂 桃李（まつざか とおり、1988年10月17日 - ）は、日本の俳優、モデル。
神奈川県茅ヶ崎市出身。トップコート所属。妻は女優の戸田恵梨香。

## 略歴
2008年、友人に誘われて応募した「チャレンジFBモデル2008オーディション」にてグランプリを受賞し、雑誌『FINEBOYS』専属モデルとして芸能活動を開始。同時にトップコートの養成所「Artist★Artist」へ第8期生として入校。
2009年に、『侍戦隊シンケンジャー』で志葉 丈瑠（しば たける） / シンケンレッド役で出演し、俳優デビューを果たす。同作がテレビドラマ初主演であり、同作の劇場版が映画初出演・初主演となった。
2010年4月から2011年3月まで、『心ゆさぶれ!先輩ROCK YOU』にて、バラエティ番組のレギュラー初出演および初MCを果たした。
2011年公開の映画『アントキノイノチ』などの出演作によって第85回キネマ旬報ベスト・テン新人男優賞、第33回ヨコハマ映画祭最優秀新人賞を受賞。
2012年、NHKドラマ『梅ちゃん先生』で連続テレビ小説初出演。同年公開の映画『ツナグ』などの出演作によって第25回日刊スポーツ映画大賞 石原裕次郎新人賞、第36回日本アカデミー賞 新人俳優賞、第22回日本映画批評家大賞 主演男優賞を受賞した。
2014年、NHK『軍師官兵衛』にて黒田長政 役として大河ドラマ初出演。
2016年、映画『パディントン』の 主人公・パディントンの吹き替えを担当した。
2018年公開の映画『孤狼の血』で第42回日本アカデミー賞 最優秀助演男優賞、2019年公開の映画『新聞記者』で第43回日本アカデミー賞 最優秀主演男優賞を受賞。
2020年12月10日、女優の戸田恵梨香と結婚したことをそれぞれの所属事務所を通じて発表した。
2022年11月28日、妻の戸田が第1子を妊娠していることを明らかにし、2023年5月4日、第1子が誕生したことを自身のTwitterを通じて発表した。
2024年2月24日、公式Instagramを開設。
2027年のNHK大河ドラマ『逆賊の幕臣』で、主人公の小栗上野介忠順を演じることが発表された。

## 人物
- 趣味・特技はスノーボード、バスケットボール [22]。合気道の経験がある[5]。
- 出生名である「桃李」という名前は、中国の歴史家司馬遷の『史記』に書かれた言葉「桃李不言下自成蹊（とうりものいわざれども、したおのづからこみちをなす）」[4][23][24]と、中国の故事「桜梅桃李」[8][25]の2つに由来する。前者は「徳のある誰からも慕われる人」になって欲しいという父の願いから[4]、後者は「自分らしさを大切に」という母の願いから名づけられた[25]。読みがなは両親のこだわりで「とおり」[4][23]。
- 家族に関しては姉と妹がおり[26]、父親は大学で心理学を教えている[27]。
- 友達は少なく[28]、1人で映画館やカラオケ、焼肉を食べに行くことも全く抵抗はないと話している[29]。また1日オフができたらしたいことは？という質問に対して「ずっと家にいます。休みがあると家にこもれる！ってうれしくなる（笑）」と語るほどのインドアである[30]。
- 茅ヶ崎市立東海岸小学校、転校して茅ケ崎市立松浪小学校、茅ヶ崎市立松浪中学校出身[2]。中学校の2学年上に松浦亜弥がいた[31][32]。2021年公開の映画『あの頃。』では、原作者で松浦をきっかけとしてハロー!プロジェクトのファンとなった主人公・劔樹人を演じる[33]。
- 芸能活動を始めた時は大学在学中だったが、2年間の休学中に役者として生きていく決意を固め、親の反対を振り切って退学した[34]。後にこのことを「人生最大の決断」と振り返ったが、後悔はしていないという[34]。また、理想の俳優として、堤真一、阿部寛、西田敏行を挙げている[35]。
- 『ONE PIECE』の大ファン[36]、原作者の尾田からサインをもらったこともある[37]。『SLAM DUNK』も好きで[38]、影響を受けて中学時代はバスケ部に所属[35]。さらに、BUMP OF CHICKENの大ファンであり[39]、2014年には彼らのツアードキュメンタリー映画『BUMP OF CHICKEN "WILLPOLIS 2014" 劇場版』で声優として出演した[40]。また、食べ物の好物はマグロとオムライスである。未知の生物やUFOへの関心が強い[41]。
- 『遊☆戯☆王』がとても好きであり、当初はオフィシャルカードゲームの方を集めていたが、後にアプリゲーム『遊戯王デュエルリンクス』を始めたことをキッカケに再燃し、無課金でゲーム内の最高ランクである『デュエルキング』の称号を手にするまでに至る[42]。また事務所の後輩である菅田将暉のラジオに出演した際には、映画の宣伝そっちのけで遊戯王の話をするのが恒例となっており[43]、松坂がゲストに来たときのみ行われるコーナー『菅田★戯★王』が存在する[44]。
- 2009年1月30日からオフィシャルブログ「M-Storiy」を開設していたが、25歳の誕生日を機に2013年10月17日をもって閉鎖[45]。その後、2015年9月6日よりTwitterを開始[46]。
- 『娼年』では激しい濡れ場が全編に渡り展開されるが、リハーサルに丸5日、濡れ場の撮影だけで丸一日かかったこともあり、本人は「7、8年分の濡れ場をやった感じ」と語った[47]。

### 『侍戦隊シンケンジャー』関連
- 幼少期は『忍者戦隊カクレンジャー』（1994年放映）を観ていた[10]。
- 左利きであるが[48]、志葉丈瑠を右利きで演じた。『侍戦隊シンケンジャー 銀幕版 天下分け目の戦』の舞台挨拶で、コンニャク嫌いを克服するとファンに約束し、克服した[49]。特撮に関しては、撮影当時だけでなく終了後も特撮モノ独特のセリフの言い回しや動きの癖がなかなか抜けないなど、苦労があったという[50]。
- オーディションは、人生で2回目であったという[5]。出演が決まった当時はまだ大学にも通っていたが、撮影が朝早くからあるため、実家からは通えず、独り暮らしをするという話にもなったが、両親とは大学はどうするのかと大喧嘩が始まったといい、親を説得するうちに役者の道でやっていきたいと思うようになったという[5]。
- オーヴォ公式サイトのスーパー戦隊シリーズ出身の人気俳優ランキングで1位となっている[51]。
- 2025年7月8日、YouTubeチャンネル「東映特撮YouTube　office」にて戦隊シリーズ50作品目記念作品『ナンバーワン戦隊ゴジュウジャー』の劇場版作品『ナンバーワン戦隊ゴジュウジャー 復活のテガソードの公開を記念して、歴代のスーパー戦隊シリーズのキャストの応援コメントが公開される企画に参加しコメントを残した。[52]

## 受賞歴

### 映画
- 2011年度
  - 第85回キネマ旬報ベスト・テン 新人男優賞（『アントキノイノチ』『僕たちは世界を変えることができない。But,we wanna build a school in Cambodia.』）[11]
  - 第33回ヨコハマ映画祭 最優秀新人賞（『アントキノイノチ』『僕たちは世界を変えることができない。But,we wanna build a school in Cambodia.』）[12]
- 2012年度
  - 第25回日刊スポーツ映画大賞・石原裕次郎賞 石原裕次郎新人賞（『ツナグ』『麒麟の翼〜劇場版・新参者〜』）[13]
  - 第36回日本アカデミー賞 新人俳優賞（『ツナグ』『麒麟の翼〜劇場版・新参者〜』『今日、恋をはじめます』）[14]
  - 第22回日本映画批評家大賞 主演男優賞（『ツナグ』）[15]
- 2015年度
  - おおさかシネマフェスティバル2016 助演男優賞（『エイプリルフールズ』『劇場MOZU』『図書館戦争THE LAST MISSION』『日本のいちばん長い日』『ピース オブ ケイク』）[53]
- 2017年度
  - 第39回ヨコハマ映画祭 助演男優賞（『彼女がその名を知らない鳥たち』）[54]
- 2018年度
  - 第10回TAMA映画賞 最優秀男優賞（『孤狼の血』『娼年』『彼女がその名を知らない鳥たち』『不能犯』）[55]
  - 第40回ヨコハマ映画祭 助演男優賞（『孤狼の血』）[56]
  - 第31回日刊スポーツ映画大賞・石原裕次郎賞 主演男優賞（『娼年』『不能犯』）[57]
  - 第61回ブルーリボン賞 助演男優賞（『孤狼の血』）[58]
  - 第42回日本アカデミー賞 最優秀助演男優賞（『孤狼の血』）[17]
  - 第28回東京スポーツ映画大賞 助演男優賞（『孤狼の血』）[59]
  - おおさかシネマフェスティバル2018 助演男優賞（『孤狼の血』）[60]
  - 第92回キネマ旬報ベスト・テン 助演男優賞（『孤狼の血』）[61]
- 2019年度
  - 第43回日本アカデミー賞 最優秀主演男優賞（『新聞記者』）[62]
- 2021年度
  - 第45回日本アカデミー賞 優秀主演男優賞（『孤狼の血 LEVEL2』）[63]
  - 第43回ヨコハマ映画祭 主演男優賞（『空白』『孤狼の血LEVEL2』『あの頃。』）[64]
  - おおさかシネマフェスティバル2022 主演男優賞（『空白』）[65]
- 2022年度
  - 第14回TAMA映画賞 最優秀男優賞（『流浪の月』）[66]
  - 第46回日本アカデミー賞 優秀主演男優賞（『流浪の月』）[67]

### その他
- 2012年度
  - 第37回エランドール賞新人賞（『梅ちゃん先生』）[68][69]
  - 第21回橋田賞新人賞（『梅ちゃん先生』）[70]
- 2015年度
  - 第44回ベストドレッサー賞[71]
  - ベストスマイル・オブ・ザ・イヤー2016[72]
- 2025年
  - 第123回ザテレビジョンドラマアカデミー賞 主演男優賞（『御上先生』）[73]

## 出演

### 映画（作品）
- スーパー戦隊シリーズ - 志葉丈瑠 / シンケンレッド 役
  - 侍戦隊シンケンジャー 銀幕版 天下分け目の戦（2009年8月8日、東映） − 主演
  - 侍戦隊シンケンジャーVSゴーオンジャー 銀幕BANG!!（2010年1月30日、東映）− 主演
  - 天装戦隊ゴセイジャーVSシンケンジャー エピックon銀幕（2011年1月22日、東映）[74]
- 僕たちは世界を変えることができない。But,we wanna build a school in Cambodia.（2011年9月23日、東映） - 本田充 役
- アントキノイノチ（2011年11月19日、松竹） - 松井新太郎 役
- 麒麟の翼 〜劇場版・新参者〜（2012年1月28日、東宝） - 青柳悠人 役[75]
- グッドカミング〜トオルとネコ、たまに猫〜（2012年6月4日、ソニー・ミュージックレコーズ） - 主演・トオル 役
- 王様とボク（2012年9月22日、ユナイテッドエンタテインメント） - ミキヒコ 役
- ツナグ（2012年10月6日、東宝） - 主演・渋谷歩美 役[76]
- 今日、恋をはじめます（2012年12月8日、東宝） - 主演・椿京汰 役
- ガッチャマン（2013年8月24日、東宝） - 主演・鷲尾健 役[39]
- 風俗行ったら人生変わったwww（2013年11月9日、セディックインターナショナル / 電通） - 晋作 役
- チーム・バチスタFINAL ケルベロスの肖像（2014年3月29日、東宝）- 滝沢秀樹 役[77]
- 万能鑑定士Q -モナ・リザの瞳-（2014年5月31日、東宝） - 小笠原悠斗 役
- BUMP OF CHICKEN "WILLPOLIS 2014" 劇場版（2014年12月5日、東宝） - モーリ（声） 役[40]
- マエストロ!（2015年1月31日、松竹 / アスミック・エース） - 主演・香坂真一 役[78]
- エイプリルフールズ（2015年4月1日、東宝） - 牧野亘 役[79]
- 日本のいちばん長い日（2015年8月8日、松竹 / アスミック・エース） - 畑中少佐 役[80]
- ピース オブ ケイク（2015年9月5日、ショウゲート） - 天ちゃん 役[81]
- 図書館戦争 THE LAST MISSION（2015年10月10日、東宝） - 手塚慧 役[82]
- 劇場版 MOZU（2015年11月7日、東宝） - 権藤剛 役[83]
- 人生の約束（2016年1月9日、東宝） - 沢井卓也 役[84]
- 秘密 THE TOP SECRET（2016年8月6日、松竹） - 鈴木克洋 役[85]
- 真田十勇士（2016年9月22日、松竹 / 日活） - 霧隠才蔵 役[86]
- 湯を沸かすほどの熱い愛（2016年10月29日、クロックワークス） - 拓海 役 [87]
- デスノート Light up the NEW world（2016年10月29日、ワーナー・ブラザース映画） - 死神・ベポ（声の出演） 役[88]
- キセキ -あの日のソビト-（2017年1月28日、東映） - 主演・JIN 役
- ユリゴコロ（2017年9月23日、東映 / 日活） - 亮介 役
- 彼女がその名を知らない鳥たち（2017年10月28日、クロックワークス） - 水島真 役[89]
- 不能犯（2018年2月1日、ショウゲート） - 主演・宇相吹正 役[90]
- 娼年（2018年4月6日、ファントム・フィルム） - 主演・森中領 役[91]
- 孤狼の血（2018年5月12日、東映） - 日岡秀一 役
  - 孤狼の血 LEVEL2（2021年8月20日、東映） - 主演・日岡秀一 役[92]
- 居眠り磐音（2019年5月17日、松竹） - 主演・坂崎磐音 役
- 新聞記者（2019年6月28日、スターサンズ / イオンエンターテイメント） - 主演・杉原拓海 役[93]
- 蜜蜂と遠雷（2019年10月4日、東宝） - 高島明石 役[94]
- 約束のネバーランド（2020年12月18日、東宝） - 謎の男 役[95]
- あの頃。（2021年2月19日、ファントム・フィルム） - 主演・劔樹人 役[33]
- いのちの停車場（2021年5月21日、東映） - 野呂聖二 役[96]
- 空白（2021年9月23日、スターサンズ / KADOKAWA） - 青柳直人 役[97]
- 流浪の月（2022年5月13日、ギャガ） - 主演・佐伯文 役[注 1][98]
- 耳をすませば（2022年10月14日、松竹 / ソニー・ピクチャーズ エンタテインメント） - 主演・天沢聖司 役（清野菜名とW主演）[99][100]
- ラーゲリより愛を込めて（2022年12月9日、東宝）- 松田研三 役[101]
- シン・仮面ライダー（2023年3月18日、東映） - ケイの声 役[102]
- ゆとりですがなにか インターナショナル（2023年10月13日、東宝） - 山路一豊 役[103]
- スオミの話をしよう（2024年9月13日、東宝） - 十勝左衛門 役[104]
- 雪の花 -ともに在りて-（2025年1月24日、松竹） - 主演・笠原良策 役[105]
- 父と僕の終わらない歌（2025年5月23日、ソニー・ピクチャーズ エンタテインメント） - 主演・間宮雄太 役（寺尾聰とW主演）[106]
- フロントライン（2025年6月13日、ワーナー ブラザース映画） - 立松信貴 役[107]

### テレビドラマ
- スーパー戦隊シリーズ（テレビ朝日）
  - 侍戦隊シンケンジャー（2009年2月15日 - 2010年2月7日） - 主演・志葉丈瑠 / シンケンレッド 役
    - 仮面ライダーディケイド 第24話・第25話（2009年7月12日・19日） - 志葉丈瑠 役[注 2]

  - 海賊戦隊ゴーカイジャー 第40話（2011年11月27日） - シンケンレッド 役[108]
- チーム・バチスタシリーズ（関西テレビ）
  - チーム・バチスタ2 ジェネラル・ルージュの凱旋（2010年4月6日 - 6月22日） - 滝沢秀樹 役
  - チーム・バチスタSP2011〜さらばジェネラル!天才救命医は愛する人を救えるか〜（2011年1月2日） - 滝沢秀樹 役
- GOLD（2010年7月8日 - 9月16日、フジテレビ） - 早乙女洸 役
- クローン ベイビー（2010年10月8日 - 12月17日、TBS） - 菊池ヒロ 役
- アスコーマーチ〜明日香工業高校物語〜（2011年4月24日 - 7月3日、テレビ朝日） - 横山有人 役
- 名探偵コナン（読売テレビ） - 服部平次 役[109]
  - 名探偵コナン 工藤新一への挑戦状 第9話（2011年9月1日）
  - 名探偵コナン ドラマスペシャル 工藤新一 京都新撰組殺人事件（2012年4月12日）
- 怪盗ロワイヤル（2011年10月28日 - 12月23日、TBS） - 主演・神村零 役[110]
- 連続テレビ小説（NHK総合）
  - 梅ちゃん先生（2012年4月2日 - 9月29日） - 安岡信郎 役
    - 梅ちゃん先生〜結婚できない男と女スペシャル〜（2012年10月13日、20日、NHK BSプレミアム）

  - わろてんか（2017年10月2日 - 2018年3月31日） - 北村藤吉 役
- 尾根のかなたに〜父と息子の日航機墜落事故〜（2012年10月7日、14日、WOWOW） - 小倉光太郎 役
- 金曜ロードSHOW!特別企画 リバース〜警視庁捜査一課チームZ〜（2013年4月5日[111]、日本テレビ） - 主演・江上亨 役
- TAKE FIVE〜俺たちは愛を盗めるか〜（2013年4月19日 - 6月21日、TBS） - 新美晴登 役
- 花の鎖（2013年9月17日、フジテレビ） - 北神浩一 役
- ダンダリン 労働基準監督官（2013年10月2日 - 12月11日、日本テレビ） - 南三条和也 役[112]
- 世にも奇妙な物語'13 秋の特別編 「ある日、爆弾がおちてきて」（2013年10月12日、フジテレビ） - 主演・遠山聡 役[113]
- ドラマW チキンレース（2013年11月10日、WOWOW） - 井口弘樹 役
- 大河ドラマ（NHK総合） 
  - 軍師官兵衛（2014年） - 黒田長政 役[114]
  - いだてん〜東京オリムピック噺〜（2019年） - 岩田幸彰 役[115]
  - 逆賊の幕臣（2027年〈予定〉） -  主演・小栗忠順 役[116]
- 月曜ゴールデン特別企画 全盲の僕が弁護士になった理由〜実話に基づく感動サスペンス!〜（2014年12月1日、TBS） - 主演・大河内健介 役[117]
- ドラマ特別企画 図書館戦争 BOOK OF MEMORIES（2015年10月5日、TBS） - 手塚慧 役[118]
- サイレーン 刑事×彼女×完全悪女（2015年10月20日 - 12月15日、フジテレビ） - 主演・里見偲 役[119]
- 視覚探偵 日暮旅人（日本テレビ） - 主演・日暮旅人 役
  - 金曜ロードSHOW!特別ドラマ企画 視覚探偵 日暮旅人（2015年11月20日）[120]
  - 視覚探偵 日暮旅人（2017年1月22日 - 3月19日）[121]
- ゆとりですがなにか（日本テレビ） - 山路一豊 役[122]
  - ゆとりですがなにか（2016年4月17日 - 6月19日）
  - ゆとりですがなにか 純米吟醸純情編（2017年7月2日・9日）
- この世界の片隅に（2018年7月15日 - 9月16日、TBS） - 主演・北條周作 役（松本穂香とW主演）[123]
- パーフェクトワールド（2019年4月16日 - 6月25日、カンテレ・フジテレビ） - 主演・鮎川樹 役[124]
- 微笑む人（2020年3月1日、テレビ朝日） - 主演・仁藤俊美 役
- 4つの不思議なストーリー〜超常ミステリードラマSP （2020年12月26日、フジテレビ） - 岸本宏樹 役
- 今ここにある危機とぼくの好感度について（2021年4月24日 - 5月29日、NHK総合） - 主演・神崎真 役[125]
- あのときキスしておけば（2021年4月30日 - 6月18日、テレビ朝日） - 主演・桃地のぞむ 役[126]
- ブラッシュアップライフ 第2話 - 第4話（2023年1月15日 - 29日、日本テレビ） - 田邊勝 役[127][128]
- VIVANT 第4話 - 最終話（2023年8月6日 - 9月17日、TBS） - 黒須駿 役[129][130]
- 月刊 松坂桃李（2024年10月20日・11月17日・12月15日、WOWOW） - 主演・龍哉 / 吉男 / Ho-1 役[131]
- スロウトレイン（2025年1月2日、TBS） - 渋谷潮 役[132]
- 御上先生（2025年1月19日 - 3月23日、TBS） - 主演・御上孝 役[133]

### Web・配信ドラマ
- 山岸ですがなにか（2017年7月2日 - 23日、Hulu） - 山路一豊 役
- 不能犯（2017年12月22日、dTV） - 主演・宇相吹正 役[134]
- SEIKAの空（2021年5月29日 - 6月12日、TELASA） -  豆田モヤオ 役[135]
- 離婚しようよ（2023年6月22日、Netflix） - 主演・東海林大志 役 役[136][137]

### オリジナルビデオ
- 侍戦隊シンケンジャー（東映） - 主演・志葉丈瑠 / シンケンレッド 役
  - 侍戦隊シンケンジャー スペシャルDVD 光侍驚変身（2009年、テレビマガジン応募者全員サービスDVD）
  - 帰ってきた侍戦隊シンケンジャー 特別幕（2010年6月21日リリース）

### ネットムービー
- DEATH GAME PARK（2010年4月 - 、BeeTV） - 徳永翔大 役（井上正大とW主演）
- 運命のひと（2010年4月 - 、ヒルズダイエットショートムービー） - 早瀬 役
- 女神のイタズラ〜キミになったボク（2011年3月20日 - 、BeeTV） - 主演・秀之・タクミ（二役）[138]

### 舞台
- 銀河英雄伝説（2011年1月7日 - 1月16日、青山劇場） - ラインハルト 役
- 朗読劇「宮沢賢治が伝えること」（2012年5月9日 - 6月3日、世田谷パブリックシアター）
- 彩の国シェイクスピア・シリーズ第27弾 『ヘンリー四世』（2013年4月13日‐5月2日、彩の国さいたま芸術劇場 / 2013年5月7日-5月12日、梅田芸術劇場シアタードラマシティ ）ハル王子 役[139]
- 真田十勇士（2014年1月7日 - 2月2日、青山劇場 / 2月7日 - 2月19日、梅田芸術劇場メインホール） - 霧隠才蔵 役[140]
- HISTORY BOYS（2014年8月29日 - 9月14日、世田谷パブリックシアター / 9月18日 - 9月21日、森ノ宮ピロティホール） - デイキン 役[141]
- 娼年（2016年8月26日 - 9月4日、東京芸術劇場プレイハウス / 2016年9月7日-11日、梅田芸術劇場シアタードラマシティ / 2016年9月14日-9月15日、久留米シティプラザ ザ・グランドホール） - 森中領 役[142][143]
- マクガワン・トリロジー（2018年6月29日 - 7月1日、穂の国とよはし芸術劇場PLAT主ホール / 7月4日 - 8日、兵庫県立芸術文化センター阪急中ホール / 7月13日 - 29日、世田谷パブリックシアター） - 主演・ヴィクター・マクガワン[144]
- ヘンリー五世（2019年2月8日 - 24日、彩の国さいたま芸術劇場 / 3月2日 - 3日、仙台銀行ホール イズミティ21・大ホール / 3月7日 - 11日、梅田芸術劇場シアタードラマシティ） - 主役・ヘンリー五世 役

### 吹き替え
- パディントンシリーズ（キノフィルムズ） - パディントン 役
  - パディントン（2016年1月15日）[16]
  - パディントン2（2018年1月19日）[145]
  - パディントン 消えた黄金郷の秘密（2025年5月9日）[146]
- モンスターハンター（2021年3月26日、東宝＝東和ピクチャーズ） - ハンター 役（トニー・ジャー）[147]

### 劇場アニメ
- ドットハック セカイの向こうに（2012年1月21日、アスミック・エース） - 田中翔 役[148]
- くるみ割り人形（2014年11月29日、サンリオ・アスミック・エース）- フリッツ / フランツ（声）役[149]
- HELLO WORLD（2019年9月20日、東宝） - カタガキナオミ 役[150][151]
- しん次元! クレヨンしんちゃん THE MOVIE 超能力大決戦 〜とべとべ手巻き寿司〜（2023年8月4日、東宝） - 非理谷充 役[152]
- ひゃくえむ。（2025年9月19日公開予定、ポニーキャニオン / アスミック・エース） - 主演・トガシ 役（染谷将太とW主演）[153]

### ゲーム
- スーパー戦隊バトル ダイスオー（2010年、バンダイ） - シンケンレッド 役
- ドラゴンクエストシリーズ - アクト 役
  - ドラゴンクエストヒーローズ 闇竜と世界樹の城（2015年2月26日、スクウェア・エニックス） - アクト 役[154]
  - ドラゴンクエストヒーローズII 双子の王と予言の終わり（2016年5月27日、スクウェア・エニックス）

### ラジオ
- all night nippon-r 松坂桃李（2010年10月23日、ニッポン放送）
- 松坂桃李のオールナイトニッポンGOLD〜映画「ガッチャマン」SP〜（2013年7月31日、ニッポン放送）[155]
- 松坂桃李のオールナイトニッポンGOLD〜映画「エイプリルフールズ」SP〜（2015年3月27日、ニッポン放送）[156]
- 松坂桃李のオールナイトニッポンGOLD（2019年1月18日、ニッポン放送）[157]
- 松坂桃李のオールナイトニッポン（2021年8月24日、ニッポン放送）[158]

### バラエティ
- 心ゆさぶれ!先輩ROCK YOU（2010年4月 - 2011年3月、日本テレビ）[159]
- 土曜プレミアム ロボファイター（2015年2月14日、フジテレビ） - ナビゲーター[160]

### ドキュメンタリー
- レオナルド・ダ・ヴィンチ展特別番組 天才の肖像〜「TAKE FIVE」が挑むダ・ヴィンチの謎〜（2013年5月3日、TBS） - ナビゲーター
- 人生デザイン U-29（2015年3月30日 - 2018年3月27日、NHK教育） - ナレーション[161]
- 私たちに戦争を教えてください（2015年8月15日、フジテレビ） - ナビゲーター[162]
- 松坂桃李 遥かなるシルクロードの旅（2017年6月4日、BS-TBS） - ナビゲーター[163]
- ネコメンタリー 猫も、杓子も。特別編 「養老センセイと“まる”鎌倉に暮らす」（2018年3月3日、NHK BSプレミアム） - 朗読

### CM
- バンダイ
  - 「シンケンジャー 変身コレクション&ジャケット」（2009年）
  - 「キャラデコクリスマス」（2009年）
- セイカ「侍戦隊シンケンジャー コロコロキューブパズル」（2009年）
- プリマハム「シンケンジャーソーセージ」（2009年）
- 小森樹脂お弁当箱シリーズ（2009年）
- チヨダ「CEDAR CREST」（2010年9月 - ）[164]
- 109men's - イメージキャラクター（2011年）[165]
- ハウス食品
  - 「唐辛子の力」（2011年）
  - 「ザ・ホテルカレー」（2012年 - ）
  - 「三ツ星食感」（2013年 - ）[166]
  - 「北海道シチュー」（2015年8月 - ）[167]
  - 「北海道フォンデュシチュー」（2020年9月 - ）[168]
- サークルKサンクス「Cherie Dolce」（2011年）[169]
- ロッテ（2012年 - ）
  - 「ACUO」（2012年 - ）[170][171][172]
  - 「デュアル」（2013年 - ）
  - 「ガーナチョコレート」（2013年 - ）
  - 「クーリッシュ」（2016年5月 - ）[173]
- 三菱UFJニコス「MUFGカード ゴールド」（2012年7月 - ）[174]
- PUMA「PUMA PLAY TIME」（2012年 - ）
- ポッカサッポロフード&ビバレッジ
  - 「ひらめきコーヒー」篇（2013年 - ）
  - 「アロマックス ファンタジスタ」（2013年3月 - ）[175]
- 朝日新聞社「朝日新聞デジタル」（2013年2月 - ）[176]
- 三井ショッピングパーク 「ららぽーと」（2013年4月 - ）[177]
- サッポロビール「麦とホップ」（2013年6月 - ）[178]
- NTTドコモ
  - 「dヒッツ」（2013年8月 - ）[179]
  - 「dファッション」（2013年11月 - ）
  - 「ドコモ光」（2015年2月 - ）[180]
- 大和ハウス工業（2014年7月 - ）[181][182][183][184][185][186][187][188]
- KIRIN「プラズマ乳酸菌」（2014年12月 - ）[189]
- AOKI
  - クールビズ商品（2015年5月 - ）[190]
  - 「ORIHICA」（2015年10月 - ）[191]
- 麒麟麦酒「氷結」（2016年2月 - ）[192]
- LION「ソフラン クイーンズシルク」（2016年7月 - ）[193]
- ナノ・ユニバース（2016年） - 2016年秋冬イメージモデル [194]
- JRA「HOT HOLIDAYS!」（2017年 - 2021年）[195]
- 明治安田生命
  - 「アフターフォロー『歳の差兄弟』シリーズ」（2017年 - ）[196][197]
  - 「認知症ケア MCIプラス」（2020年2月 - ）[198]
- 霧島酒造
  - 「LET's だれやめ！キャンペーン」（2017年11月 - ）[199]
  - 「赤霧島」（2020年3月 - ）[200]
  - 「本格麦焼酎 霧島ほろる」「本格米焼酎 霧島するる」（2023年9月 - ）[201]
- ヤクルト
  - 「ヤクルト400LT」（2018年6月 - ）[202] - WEB動画も公開[203]
  - 「ヤクルト届けてネット」（2020年9月 - ）[204]
- 花王「アタックZERO」（2019年4月 - ）[205]
- リクルート「リクルートダイレクトスカウト」（2021年11月 - ）[206]
- 中外製薬（2022年12月 - ）[207]
- イーデザイン損害保険「&e」（2023年5月 - ）[208]
- ジェーシービー「JCBプラチナ」（2025年1月 - ）[209]
- ソニー生命「生きがいを、愛そう。」（2025年7月 - ）[210]

## 作品

### DVD
- TORI MATSUZAKA 1stDVD トオリミチ（2010年3月21日、TOEI COMPANY,LTD.）
- 松坂桃李 トオリミチ2011（2012年6月22日、TOPCOAT / THE WORKS）

### 雑誌連載
- 日之出出版『FINEBOYS』専属モデル＆連載
  - 「オモテ松坂、ウラ桃李！」（ - 2015年3月号）
  - 「松坂桃李、コトバと服。」（2015年4月号 - ）
- ワニブックス『＋act.mini』→『＋act.』「Théâtre TŌRI（テアトルトオリ）」（2011年10月号 - ）[211]

## 書籍
- 松坂桃李コンプリートBOOK「Toring」（2012年10月26日、学研パブリッシング）[212]

### 写真集
- 桃李（2009年10月17日、ワニブックス）
- 道-TAO-（2011年10月25日マガジンハウス）[213]
- 妄想・松坂桃李（2016年4月1日、ワニブックス）[214]
- 妄想・松坂桃李2（2018年5月2日、ワニブックス）[215]
  - ワニブックスの連載「Théâtre TŌRI（テアトルトオリ）」の書籍化[211]

### 小説表紙
- さよならは時に雨と同じ（著：miyu、2011年9月22日、集英社ピンキー文庫）
- 通学記 -君は僕の傍にいる-（著：みゆ、2012年12月21日、集英社ピンキー文庫）